# جينو سيلفا
جينو سيلفا (بالإسبانية: Geno Silva)‏ هو ممثل مكسيكي، ولد في 20 يناير 1948 في المكسيك.

## أعمال

### أفلام
- (1983) الوجه ذو الندبة[4]
- (1997)  الحديقة الجوراسية[5][6][7]
- (2001) طريق مولهولاند[8][9]
- (2003) مان أبارت[10]

## وصلات خارجية
- جينو سيلفا على موقع IMDb (الإنجليزية)
- جينو سيلفا على موقع روتن توميتوز (الإنجليزية)
- جينو سيلفا على موقع ألو سيني (الفرنسية)
- جينو سيلفا على موقع أول موفي (الإنجليزية)
- جينو سيلفا على موقع قاعدة بيانات برودواي على الإنترنت (الإنجليزية)
- جينو سيلفا على موقع قاعدة بيانات الأفلام السويدية (السويدية)
- جينو سيلفا على موقع قاعدة بيانات الفيلم (الإنجليزية)
- جينو سيلفا على موقع كينوبويسك (الروسية)